# Thomas De Smet
Thomas De Smet (Jette, 31 maart 2000) is een Vlaams acteur en televisiepresentator.  Hij begon zijn loopbaan als jeugdacteur zonder opleiding. Ondertussen vertolkt hij ook de rol van Arno Hopper in de Ketnet-reeks De Hoppers. Sinds 22 mei 2022 is hij een van de drie nieuwe Ketnet-wrappers op de jongerenzender van de VRT. 

## Loopbaan
De Smet debuteerde in 2014 met een gastrol in Echte Verhalen: De Kliniek, daarna als Steven in de langspeelfilm Welp van Jonas Govaerts. In 2015 speelde hij mee in meerdere sketches van Loslopend wild & gevogelte en had hij een rol in de komische reeks Nieuw Texas. In 2016 had hij een hoofdrol als Sep Munter in de televisieserie Chaussée d'Amour. In 2017 volgde een tweede hoofdrol als Max in It's showtime. Vanaf 25 april 2019 speelt hij Boris Busschots in de televisieserie Thuis. Vanaf december 2019 vertolkte hij de hoofdrol van Arno Hopper in De Hoppers, een sitcom op Ketnet. In 2024 is hij lid van de dozenbende in de rubriek Met de doos in huis in Iedereen beroemd.

### Filmografie
- Echte Verhalen: De Kliniek (2014)
- Welp (2014) - Steven
- Loslopend wild & gevogelte (2015) - diverse rollen
- Nieuw Texas (2015)  - jonge Jan Vrancken
- Chaussée d'Amour (2016) - Sep Munter
- It's showtime (2017) - Max
- Thuis (2019) - Boris Busschots
- De Hoppers (2019-2022) - Arno Hopper
- Ketnetwrapper (2022-...)

Huidig (anno 2025):
Lee Arrendell · Thomas De Smet · Nona 't Jolle · Nidal van Rijn · Emma Vanthielen
Voormalig (1997–2024):
Jelle Cleymans (2002–2007) · Staf Coppens (1999–2004) · Karolien Debecker (2006–2009) · Veerle Deblauwe (2003–2006) · Sam De Bruyn (2009) · Niels Destadsbader (2009–2014) · Ianka Fleerackers (1998–2001) · Tom Gernaey (2006) · Sander Gillis (2012–2023) · An Jordens (1998–2005) · Melvin Klooster (2006–2012) · Heidi Lenaerts (2006–2007) · Friedl' Lesage (1997–1998) · Charlotte Leysen (2011–2019) · Véronique Leysen (2009–2013) · Kristien Maes (2007–2012) · Gloria Monserez (2020-2024) · Sarah Mouhamou (2014-2025) · Leonard Muylle (2012–2018) · Sven Ornelis (1997–1999) · Peter Pype (2004–2012) · Ben Roelants (2009) · Mark Tijsmans (1997–2002) · Héritier Tipo (2022–2024) · Thomas Van Achteren (2015–2022) · Katrien Van Deuren (1998–1999) · Peter Van de Veire (1997–2002) · Steven Van Herreweghe (1997–2002) · Kobe Van Herwegen (2006–2011) · Ilse Van Hoecke (1998–2004) · Gitte Van Hoyweghen (1997–2001) · Britt Van Marsenille (2004–2008) · Sofie Van Moll (2001–2007) · Erika Van Tielen (2003–2006) · Henk Vermeulen (1998–2004) · Aron Wade (1998–2003) · Sien Wynants (2012–2022)